# 李志達紀念學校
李志達紀念學校（英語：Lee Chi Tat Memorial School）是一所位於香港上水石湖墟鄰近天平邨的津貼小學，前身為1967年創立的香港八和會館學校，於1991年由觀塘藍田邨遷入現址及更名。

## 歷史
李志達紀念學校原先為八和會館開辦的「香港八和會館小學」，更前身為「香港八和會館學校」。為了開辦津貼小學，為粵劇界人士子女提供入學機會，八和會館早於1961年開始籌辦原校；及後，時任八和會館主席梁醒波向教育司署申請撥出小學校舍，但政府以辦學經驗不足為由，只撥出李鄭屋邨的天台小學，並於1967年先行開辦。同時，八和會館再度提出申請，才於1970年獲撥出藍田邨的一座「火柴盒」小學校舍作遷置；及後，原校於1971年將校董會（現李志達紀念基金）註冊為擔保有限公司。
三年後，原校分階段遷入藍田邨，首年僅招收小一及小四學生，並於1975年正式揭幕及完成首次遷置，至1976年才有第二代校舍的第一批畢業生。
而在1977年，同區的梁式芝書院在創辦初期，由於該校在秀茂坪的校舍仍未完工，因此曾借用香港八和會館小學的校舍開課，直至永久校舍於1978年1月落成為止；及後，五邑司徒浩中學又於同年借用原校課室，直至1979年暑假永久校舍完工為止。
由於原校所在的藍田（三）邨樓宇普遍牽涉偷工減料，雖然未被列為危樓，但樓宇石屎強度僅及標準的34%，仍要於1992年8月按照「整體重建計劃」拆卸重建。因此，原校於1989年獲批出上水現址校舍作二度重置。
按照原來決定，此校雖再獲新校搬遷，但八和會館需向教育署繳納保證金約50–70萬元，以維持校名。由於八和會館以「應由政府資助」為由堅拒再注資，並決議「停辦」，此校最終由校監李智廣接辦，並以其先父之名更名為「李志達紀念學校」。其後，此校上午校如期於1991年再遷入現址，而下午校亦於翌年恢復運作，但所有舊址未畢業學生不能過渡。至1993年，隨著新校舍完成註冊，新校名亦正式生效。
2002年，此校申請分拆為兩所全日制小學，當中上午校於翌年遷往同區近清河邨新建校舍，並命名為曾梅千禧學校；而下午校繼續在重置校舍辦學至今。

## 校舍設備

### 李鄭屋邨第一代校舍
原校最早期校舍位於李鄭屋邨，為一所「天台小學」，設於該邨第13座天台。
隨著原校於1975年全面遷入第二代校舍，原有校舍已交還予房屋署，至1991年拆卸重建為李鄭屋遊樂場。

### 藍田邨第二代校舍
第二代校舍為一座徙置事務處標準的「火柴盒」小學，不計地下共設5層，設有24間課室，另天台為有蓋操場。值得一提的是，原校校舍為全港最後一座由徙置事務處興建的同類型校舍，亦是最後一座採用過渡型設計的同類校舍，於1974年隨同鄰近的徙廈落成，並於1979年連同鄰近的第六型徙廈劃入藍田（三）邨。
該校舍於1991年8月隨學校遷入上水而停用，並連同藍田（三）邨22–24座，於1992年8月永久封閉，同年10月清拆重建。原址於1997年完成重建，現為平田商場停車場。

### 上水第三代校舍
第三代校舍為一所標準小學平禧校舍，不計地下共樓高6層，共設30間課室，另設有各種特別室及空中花園。重置校舍原定於粉嶺聯和墟興建，但最後改為建於現址，並於1990年3月動工，由俊和集團承建，自1991年遷入起沿用至今，並曾於2000年代初中期加建新翼。
此校亦是亦是唯一一所因徙置屋邨重建，而遷入北區的小學。

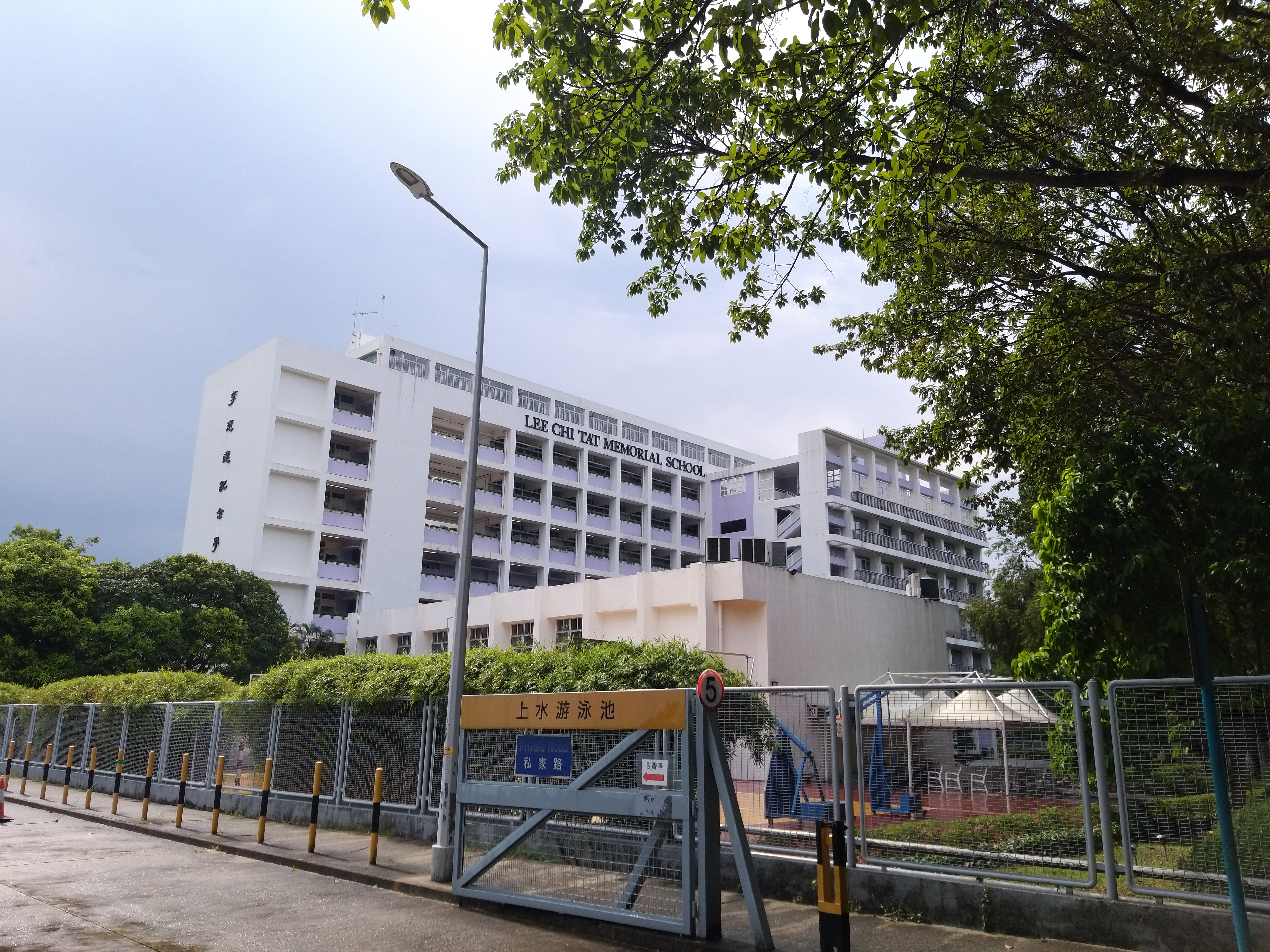
現時校舍後方，可見新翼

## 班級結構
此校由小一至小六每級均設5班，合共30班。

## 歷屆行政人員

### 校監[10]
- 郭瑞貞 女士（？—1978年）（1992年逝世）
- 黃炎 先生（1978年—？，由八和會館主席兼任）
- 蕭司徒潔 女士（？—1986年）
- 李智廣 先生（1986年起，現任校監及此校接辦人）

### 校長

#### 香港八和會館學校時代
- 黎之長 先生（1967年—1969年，創校校長）[10]
- 不詳（1969年—1975年）

#### 香港八和會館小學時代
- 戴國材 先生（1974年—不早於1977年）（午別不詳）
- 鄭漢林 先生（1974年—1980年）（午別不詳）（2020年逝世）
- 車克強 先生（約1977年後—1980年代初）（午別不詳）
- 黎永年 先生（1980年—1980年代中）（午別不詳，後轉往李陞大坑學校出任校長）（2020年逝世）
- 張炳坤 先生（1980年代初—1986年）（後轉往大埔舊墟公立學校上午校出任校長）
- 邱達禧 先生（1986年—？）[19]（曾任馬會騎師，以及元朗官立小學、東院道官立小學及馬頭涌官立小學校長）
- 歐陽淑珍 女士（不遲於1988年—1991年）（午別不詳，後過渡至李志達紀念學校）

#### 李志達紀念學校時代
上午校
- 歐陽淑珍 女士（1991年—2002年）（由香港八和會館小學過渡，目前轉任校董[20]）
- 歐松柏 先生（2002年—2003年）[21]

下午校
- 李天翔 先生（1992年—1995年，下午校復辦後首任校長）
- 許純毅 先生（1995年—2003年）（由香港八和會館小學過渡，分拆後轉任曾梅千禧學校首任校長[11]）

全日
- 鄧淑明 女士（2003年—2005年，全日制首任校長）[22]
- 周國良 先生（2005年—？，目前轉職至香港樹仁大學任教）
- 胡鳳群 女士（約2000年代—2014年，目前轉任校董）[23]
- 陳建順 先生（2014年—2020年）（由曾梅千禧學校調任，退休後升任總校長及校董）
- 趙偉光 先生（2020年起）（現任校長）

## 事件
- 1976年8月7日晚上，就讀該校二年級的8歲女童吳偉娟，在鄰近的藍田邨22座回家替家人取回門匙途中，被兇手強行拖入垃圾房姦殺，並被棄屍於垃圾槽，一日後才被清潔工人發現[24]。該案至今懸而未破。
- 2020年1月17日下午，該校田徑隊師生從鄰近運動場返校途中，被一輛失控的私家車撞倒，導致9名師生受傷（當中一名8歲男生危殆，另有3名師生情況嚴重）。同日晚上，涉事司機被捕[25]。

## 外部連結
- 學校網址 （页面存档备份，存于）

## 註解
1. ↑  初期仍以「香港八和會館小學有限公司」法人名義辦學，直至1994年才改為現名。
2. ↑  自1971年起以「香港八和會館小學有限公司」法人名義辦學，直至遷出第二代校舍。
3. ↑  即在興建時6樓只設鋼製簷篷的同類校舍；其後興建的「火柴盒」小學均修改了圖則，正式加設6樓，並將窗戶設計略作更改，自1975年起陸續落成